# Władysław Dominik Zasławski

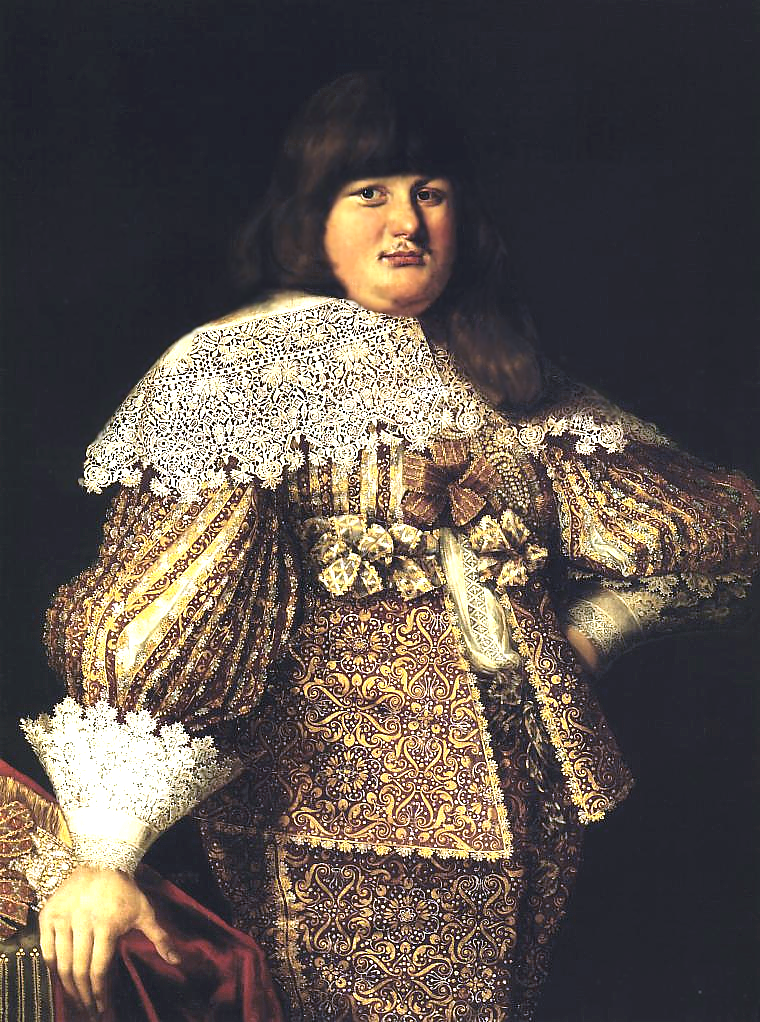
Władysław Dominik Zasławski

Władysław Dominik Zasławski (* 1618; † 1656) war Fürst, Großgrundbesitzer und Kronstallmeister. Ab 1645 war Władysław Dominik Wojewode von Sandomierz, danach auch Wojewode von Krakau. Außerdem war er Starost von Łuck. Władysław war durch seine zweite Ehe mit dem König von Polen und Großfürsten von Litauen Jan III. Sobieski verschwägert.
Sein Vater war Fürst Alexander Zasławski und seine Mutter war die Prinzessin Eufrozyna Ostrogska.
Władysław Dominik Zasławski war zweimal verheiratet. Als erste heiratete er 1634 Zofia Prudencjana Ligęza, die Ehe  blieb kinderlos. Aus seiner zweiten Ehe mit Katarzyna Sobieska hatte er zwei Kinder.
- Alexander Jan Zasławski
- Teofila Ludwika Zasławska